# Excite

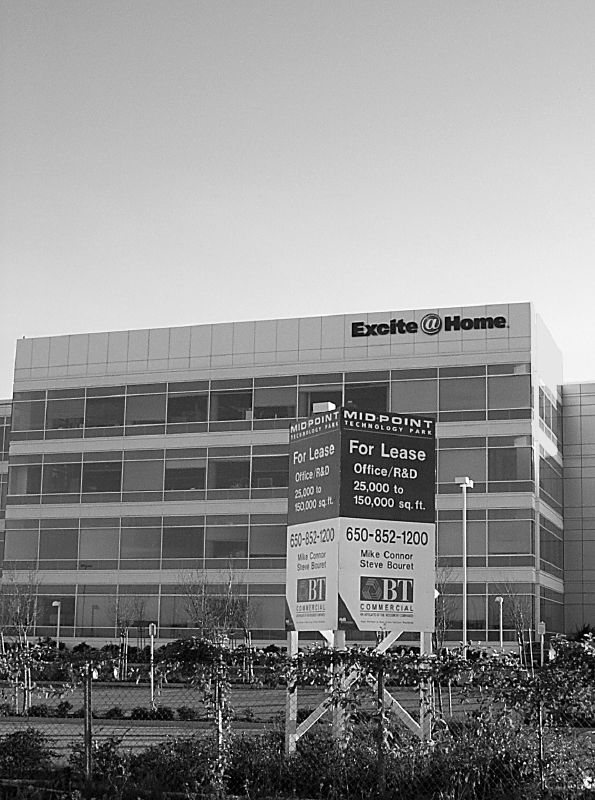
Excite@Home

Excite — це американський вебсайт (історично вебпортал), яким керує IAC, який надає сторонній інтернет-контент, наприклад метапошукову систему, із погодою та новинами на головній сторінці. Станом на 2024 рік усі операції Excite контролюються службами за межами бізнесу. Створений 1994 року молодими студентами: Гремом Спенсером та Джо Краусом. Сьогодні він пропонує різні послуги, включаючи пошук, електронну пошту, миттєвий обмін повідомленнями, придбання квитків.

## Історія
Excite був заснований як Architext в 1994 році Гремом Спенсером, Джо Краусом, Марком Ван Хареном, Райаном Макінтайром, Беном Лучом і Мартіном Реінфрендом (всі вони були студентами Стенфордського університету). У липні 1994 року International Data Group заплатив їм $ 100 тисяч на розробку вебслужби. У січні 1995 року, Вінод Хосла (сам колишній студент Стенфордського), партнер венчурної компанії Kleiner Perkins Caufield & Byers, розташовані $ 250,000 перший раунд підтримку для проєкту з 1,5 млн доларів США за десять місяців. Незабаром після цього, Джефф Янг інституційних Venture Partners приніс додаткові 1,5 млн доларів США у фінансуванні, і Excite був офіційно запущений у грудні 1995 року.
У січні 1996 року, Джордж Белл приєднався в Excite, як її головний виконавчий директор. Excite також купив дві пошукові системи (Magellan і WebCrawler), і підписані ексклюзивні угоди про дистрибуцію з Netscape, Microsoft, Apple і інших компаній. 4 квітня 1996 року, Excite став публічною компанією з первинного розміщення двох мільйонів акцій. У червні 1997 року, Intuit, виробник Quicken і TurboTax. Придбала 19% частку Excite й остаточно семирічного партнерства угоди.
16 жовтня 1997 року, Excite купив Netbot, торговий агент порівняння. Водночас Intuit оголосили про запуск Excite Бізнес та інвестиції. У тому ж році операція була завершена з Ticketmaster надавати пряму онлайн квитків.
31 березня 1998 року, Excite повідомив про чисті збитки приблизно 30,2 млн доларів США і відповідно до його першої доповіді кварталі вона була тільки досить вільного капіталу для виконання зобов'язань по грудень. У грудні 1998 року, Yahoo! був у переговорах щодо купівлі Excite за $ 5,5 млрд до $ 6 мільярдів. Однак, спонукуваний Клейнер Перкінс, @ Home Network "S голова і генеральний директор, Томас Джермолук зустрівся з головою в Excite і головний виконавчий директор Джордж Белл 19 грудня, і порушувати згодом була придбана @ Home Network, 19 січня 1999 року.
Пізніше в 1999 році, два аспіранти в Стенфордському університеті Сергій Брін і Ларрі Пейдж вирішили, що Google, розроблена ними пошукова система,  займає час, який вони повинні були використовувати для вивчення. Вони пішли до Белла і запропонували його за 1 мільйон доларів, але Белл відхилив пропозицію, а пізніше вигнав Вінода Хосла, одного з венчурних капіталістів Excite, зі свого офісу після того, як він домовився з Бріном і Пейджем про 750 000 доларів. У подкасті 2014 року, а потім знову для CNBC, тодішній генеральний директор Excite Джордж Белл сказав, що угода розвалилася, оскільки Ларрі Пейдж хотів, щоб пошукові технології Excite були замінені на технології Google, на що Белл не погодився.